# Entada nudiflora
Entada nudiflora är en ärtväxtart som beskrevs av John Patrick Micklethwait Brenan. Entada nudiflora ingår i släktet Entada och familjen ärtväxter. IUCN kategoriserar arten globalt som nära hotad. Inga underarter finns listade i Catalogue of Life.